# Аланкур
Аланкур (фр. Hallencourt) насеље је и општина у североисточној Француској у региону Пикардија, у департману Сома која припада префектури Абевил.
По подацима из 2011. године у општини је живело 1402 становника, а густина насељености је износила 68,22 становника/km². Општина се простире на површини од 20,55 km². Налази се на средњој надморској висини од 80 метара (максималној 121 m, а минималној 35 m).

## Демографија
| 1962. | 1968. | 1975. | 1982. | 1990. | 1999. | 2011. |
| ----- | ----- | ----- | ----- | ----- | ----- | ----- |
| 1.350 | 1.367 | 1.370 | 1.407 | 1.374 | 1.348 | 1.402 |

График промене броја становника у току последњих година